# Israel Chas de Cruz
Israel Chas de Cruz (Buenos Aires, 6 de junio de 1904 - Buenos Aires, 1 de febrero de 1968), más conocido simplemente como Chas de Cruz, fue un escritor, periodista y crítico de cine argentino.

## Actividad profesional
No había cumplido 20 años cuando comenzó a trabajar en el periódico El Telégrafo y al mismo tiempo se vinculaba con el mundo del cine a través del pionero local Federico Valle. Se inició por Radio Belgrano en el programa paradigmático Diario del cine, en cuya su mejor época participaban también Clara Fontana y Domingo Di Núbila. El programa incluía críticas y muchas entrevistas, gran parte de ellas en el exterior, pero además buscaba nuevas figuras mediante concursos de los que surgieron, entre otras, Mirtha Legrand, Analía Gadé e Irma Roy. Fueron memorables sus polémicas con el igualmente crítico de cine Miguel Paulino Tato. 
En 1931 fundó el El Heraldo del Cinematografista, una revista especializada que a semejanza de Variety o Hollywood Reporter le daba enorme influencia en la industria, y que continuó publicándose luego de su muerte hasta la década de 1980. Chas de Cruz escribió el libro Hollywood al desnudo y el guion del filme Apenas un delincuente (1949), de Hugo Fregonese. En 1937 dirigió la película ¡Segundos afuera!, ambientada en el mundo del boxeo. Además, en colaboración con Miguel Coronatto Paz, escribió la letra del tango humorístico Ceferino, al que Francisco Lomuto puso música, destinada a un programa radial de Enrique Muiño.
Los críticos de cine Manuel Peña Rodríguez, que ese año había fundado el Museo Cinematográfico Argentino, y Chas de Cruz, un miembro adherente del museo, bosquejaron, en base al conocimiento personal de la Academia de Artes y Ciencias Cinematográficas de Hollywood que habían adquirido en sus viajes como periodistas, el camino para formar una similar en el país. Se llegó así a la fundación el 22 de noviembre de 1941 de la Academia de Artes y Ciencias Cinematográficas de la Argentina, en la cual Chas de Cruz fue uno de los secretarios designados. Al año siguiente también fue uno de los impulsores y fundadores de la Asociación de Cronistas Cinematográficos de la Argentina.

## Filmografía
Actor
- Corrientes, calle de ensueños (1949)

Guionista
- Apenas un delincuente (1949)

Director
- ¡Segundos afuera! (1937)

Asistente de producción
- La canción del gaucho (1930)

## Suicidio
Israel Chas de la Cruz se suicidó cuando se encontraba en plena actividad, el 1° de febrero de 1968, tras arrojarse con su auto, un Peugeot 403, al Río de la Plata sin que haya certeza sobre las razones de su decisión, aunque la hipótesis que más fuerza tuvo fue el haber sido diagnosticado de una enfermedad y su temor al sufrimiento. Un operario del guinche en el puerto al creer que era un accidente, rápidamente movió la pluma y puso la linga al lado de la ventanilla para que Chas se tomara de ella y así rescatarlo. Él con la mano le dijo que no, permaneciendo inmóvil al volante hasta que el vehículo desapareció bajo las aguas. Tenía 63 años.